# Earl Morrall
Earl Edwin Morral (Muskegon, 17 maggio 1934 – Naples, 25 aprile 2014) è stato un giocatore di football americano statunitense che ha giocato nel ruolo di quarterback per ventuno stagioni nella National Football League (NFL). Nella sua carriera giocò sia come titolare che come riserva, diventando nell'ultima categoria uno dei migliori della storia.

## Carriera professionistica
In più di due decenni come giocatore professionista, Morrall giocò per sei diverse squadre, a partire dalla sua stagione da rookie nel 1956 quando era stato scelto come secondo assoluto dai San Francisco 49ers. Il 16 settembre 1957 fu scambiato assieme alla guardia Mike Sandusky coi Pittsburgh Steelers per il linebacker Marv Matuszak e due scelte del primo giro del draft. Malgrado l'alto costo della transazione, gli Steelers a loro volta scambiarono Morrall solo un anno dopo coi Detroit Lions per ottenere il futuro Hall of Famer Bobby Layne. Morrall rimase coi Lions nei sei anni successivi, giocando la sua miglior annata nel 1963 lanciando 24 touchdown e più di 2.600 yard. Il 18 ottobre dell'anno successivo subì un infortunio alla spalla nella gara coi Chicago Bears che gli fece terminare in anticipo la stagione regolare.
Dopo aver trascorso i mesi successivi nella riabilitazione, Morrall si accordò per passare ai New York Giants il 30 agosto 1965. In una fase di ricostruzione per la franchigia, Morrall fece la sua parte lanciando 2.446 yard e 22 touchdown, salvo passare le due annate successive come riserva. Il 28 agosto 1968 fu scambiato coi Baltimore Colts per una scelta del draft non comunicata.

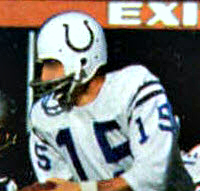
Morrall nel Super Bowl V

Quando la stella dei Colts Johnny Unitas si infortunò in una gara di esibizione, Morrall divenne il titolare della squadra. Morrall guidò Baltimore a un record di 13-1 e poi a due vittorie nei playoff, venendo premiato come MVP della NFL, portando i Colts a disputare il Super Bowl III. In una delle più grandi sorprese nelle storia del football però, i Colts furono sconfitti 16-7 dai New York Jets, con un intercetto subito nel secondo quarto da Morrall a simboleggiare la sfortuna della squadra in quella giornata. Il wide receiver Jimmy Orr era completamente libero nei pressi della end zone, ma Morrall inesplicabilmente non lo vide (malgrado avesse tentato con successo quella giocata nel corso dell'anno) e il suo lancio nel mezzo del campo fu intercettato da Jim Hudson. Due anni dopo, Morrall sostituì nuovamente l'infortunato Unitas nel Super Bowl V ma quell'occasione si rivelò molto più positiva per i Colts che vinsero 16-13 sui Dallas Cowboys con un field goal da 37 yard di Jim O'Brien alla fine dei tempi regolamentari.
Dopo che non gli fu rinnovato il contratto dai Colts nel 1972, Morrall passò ai Miami Dolphins, riunendosi col suo ex allenatore ai Colts Don Shula. Shula descrisse Morral come "un quarterback intelligente che mi ha fatto vincere un sacco di gare."
Morrall sostituì l'infortunato Bob Griese per i Dolphins durante la vittoria del 15 ottobre contro i San Diego Chargers. Tale vittoria portò Miami su un record di 5-0 contribuendo a fine stagione a far terminare i Dolphins da imbattuti per la prima e unica volta nella storia della NFL, in un'annata che vide Earl partire come titolare in 11 gare su 17. Dopo aver guidato la squadra alla vittoria nel primo turno di playoff contro i Cleveland Browns, Morrall faticò contro i Pittsburgh Steelers nella finale della AFC, portando al ritorno di Griese. Tuttavia, le grandi prestazioni di Morrall non passarono sotto silenzio, venendo premiato come giocatore dell'anno della American Football Conference e vincendo l'inaugurale NFL Comeback Player of the Year Award.
Morrall rimase il quarterback dei Dolphins anche nelle quattro stagioni successive, fino a quando annunciò il suo ritiro il 2 maggio 1977. Fino a Doug Flutie prima e Vinny Testaverde poi, quasi trent'anni dopo, Morrall sarebbe rimasto il più vecchio quarterback a vincere una partita di football nella NFL.

## Palmarès
- Super Bowl : 3 Vincitore del Super Bowl (V, VII, VIII)
- MVP della NFL (1968)
- (2) Pro Bowl (1957, 1968)
- Leader della NFL in passaggi da touchdown (1968)
- NFL Comeback Player of the Year Award (1972)

## Statistiche
| Yard lanciate | 20.809 |
| Touchdown     | 161    |
| Intercetti    | 148    |
| Passer rating | 74,1   |